# Curillas
Curillas es una localidad del municipio leonés de Valderrey, en la Comunidad Autónoma de Castilla y León. 
La iglesia está dedicada a san Julián.

## Localidades limítrofes
Confina con las siguientes localidades:
- Al noreste con Matanza.
- Al sureste con Tejados.
- Al sur con Destriana y Robledo de la Valduerna.
- Al oeste con Santiago Millas.

## Demografía
Evolución de la población
| Gráfica de evolución demográfica de Curillas entre 2000 y 2017     |
|                                                                    |
| Población de derecho (2000-2017) según el padrón municipal del INE |

## Historia
Así se describe a Curillas en el tomo VII del Diccionario geográfico-estadístico-histórico de España y sus posesiones de Ultramar, obra impulsada por Pascual Madoz a mediados del siglo XIX:

Lugar en la provincia de León, partido judicial y diócesis de Astorga, audiencia territorial y capitanía general de Valladolid, ayuntamiento de Valderrey; Situado en llano, con libre ventilación y clima saludable. Tiene iglesia parroquial (San Julián) servida por un cura de libre provisión. Confina N Matanza; E Bustos de Astorga; S Tejados de Astorga, y O Santiago de Millas. El terreno es flojo y de secano. Los caminos locales. Producciones: centeno, patatas y algunas legumbres; cría ganado y poca caza. Industria: fabricación de paños del país. Población: 47 vecinos, 201 almas. Contribución: con el ayuntamiento.
Diccionario geográfico-estadístico-histórico de España y sus posesiones de Ultramar